# Mästerdetektiven och Rasmus
Mästerdetektiven och Rasmus är en svensk långfilm från 1953 i regi av Rolf Husberg.

## Handling
Kalle, Anders och Eva-Lotta i Vita rosen blir vittnen till hur ingenjör Rasmusson och dennes son Rasmus kidnappas en sommarnatt. Ingenjören har upptäckt ett sätt att göra lättmetall ogenomträngligt, en uppfinning som kan ha stor betydelse för krigsindustrin. Eva-Lotta smyger in i bilen för att rädda Rasmus men blir kidnappad hon också. Anders och Kalle följer efter kidnapparna till en ö vid kusten där de tänker tvinga ingenjören att avslöja hemligheten. Även pojkarna blir senare upptäckta av bovarna och inlåsta. Kalle lyckas rymma genom att alla barnen hoppar på boven Nicke då han ska ge Rasmus mjölk. 
Kalle kommer åt att larma polisen med bovarnas radiosändare just innan han åter grips och blir slagen medvetslös. Efter en andra rymning hindrar Kalle med knapp nöd bovarna från att fly ur landet med Rasmus och hans pappa. Under kalabaliken blir den snälle boven Nicke skjuten av ledaren Peters när han hoppar av och räddar Rasmus från att rövas bort till utlandet.

## Om filmen
Filmen premiärvisades 16 november 1953 på biograf Olympia i Stockholm. Inspelningen av filmen skedde vid Bogesund i Vaxholm, några scener från Sala med omnejd av Bengt Westfelt samt vid AB Sandrew-Ateljéerna i Stockholm. Som förlaga hade man Astrid Lindgrens radioprogram Mästerdetektiven Blomkvist som sändes 1951 och barnboken Kalle Blomkvist och Rasmus som utgavs illustrerad av Kerstin Thorvall 1953. Filmen klipptes om till tre 30 minuter långa avsnitt som visades av TV som barnprogram på lördagskvällarna 1963. 
Jämfört med boken finns det några skillnader. I boken blir Vita rosen vittne till kidnappningen efter att ha kämpat mot Röda rosen vid slottsruinen mitt i natten medan de i filmen har sovit över i en koja i närheten. I boken sätts kidnapparen Nicke aldrig i husarrest och inte heller gör Röda rosen papperssvalor av de hemliga dokumenten. När kidnapparna i slutet skall fly ur landet med Rasmus och hans pappa som gisslan beskrivs i boken hur Kalle Blomkvist hackar hål på sjöflygplanets pontoner så det inte kan lyfta. Detta gick inte att åstadkomma i filmen, utan här binder Kalle ett rep från planet till en roddbåt, i vilken konstapel Björk tar plats och därmed likaledes förhindrar lättning.
När Astrid Lindgren skrev manus till radioserien var hennes avsikt att Nicke skulle dö då han blir skjuten, men Eskil Dalenius (Rasmus) kunde inte acceptera det hemska (men för Astrid Lindgren ganska typiska) slutet och övertalade henne att låta Nicke leva.[källa behövs]
Mästerdetektiven och Rasmus har visats i SVT, bland annat 1984, 1990, 2019 och i juni 2025.

## Rollista i urval
- Lars-Erik Lundberg – Kalle Blomkvist
- Peder Dam – Anders Bengtsson
- Inger Axö – Eva-Lotta Lisander
- Eskil Dalenius – Rasmus Rasmusson, 5 år
- Elof Ahrle – Nicke, kidnappare
- Ulf Johanson – ingenjör Peters, kidnapparligans chef
- Björn Berglund – professor Rasmusson, Rasmus pappa
- Arne Källerud – Viktor Blomkvist, Kalles pappa
- Solveig Hedengran – Kalles mamma
- Britta Brunius – Mia Lisander, Eva-Lottas mamma
- Börje Mellvig – disponent Stenberg
- Birger Åsander – Blom, kidnappare
- Sigge Fürst – farbror Björk, poliskonstapel i Lillköping
- Gustaf Hiort af Ornäs – Berggren, kidnappare
- Sam Stadener – Sixten, ledare för Röda Rosen
- Ulf Söderberg – Benka, medlem av Röda Rosen
- Göran Ryrbäck – Jonte, medlem av Röda Rosen

## DVD
Filmen gavs ut på DVD 2017.